# Traphouse
Traphouse è un singolo del rapper statunitense Blueface, pubblicato il 3 luglio 2020 in collaborazione con Flash Gottii e 03 Greedo

## Tracce
1. Traphouse – 2:37